# Colpochila longipalpis
Colpochila longipalpis är en skalbaggsart som beskrevs av Lea 1926. Colpochila longipalpis ingår i släktet Colpochila och familjen Melolonthidae. Inga underarter finns listade i Catalogue of Life.